# One Punch Man
One Punch Man (japanisch ワンパンマン, Hepburn Wanpanman, Eigenschreibweise: ONE PUNCH MAN) ist eine seit dem Jahr 2009 laufende japanische Webcomic-Serie des Künstlers ONE, die auch als Anime umgesetzt wurde. Ein Remake erscheint seit 2012 ebenfalls digital. Neben ONE war als Zeichner Yūsuke Murata (村田雄介 Murata Yūsuke) beteiligt. Der neue Manga erschien in Tonari no Young Jump beim japanischen Verlag Shūeisha. Die Geschichte ist eine Parodie auf das Superheldengenre und fand schnell Anklang. One gab an, dass der Webcomic im Juni 2012 insgesamt 7,9 Millionen Mal aufgerufen wurde.
Die Serie gehört zum Genre Seinen und handelt vom jungen Helden Saitama. Dieser kann aufgrund seiner starken Kräfte Gegner mit einem einzelnen Schlag besiegen. Diese Fähigkeit langweilt und frustriert ihn irgendwann, sodass er sich auf die Suche nach ebenbürtigen Gegnern macht.

## Handlung
Saitama ist ein junger Held mit Glatze und Umhang. Er lebt in der Stadt Z, wo diverse Monster auftauchen und Schäden verursachen. Held wurde er nur als Hobby. Als er sich eines Tages einem Monster gegenübersah und nichts ausrichten konnte, trainierte er drei Jahre lang hart (laut eigener Aussage 100 Kniebeugen, 100 Sit-Ups, 100 Liegestütze und 10 km rennen pro Tag, außerdem im Sommer keine Klimaanlage und im Winter keine Heizung verwenden). So verfügt Saitama nun über unglaublich große Kräfte und besiegt seine Gegner im Kampf stets mit nur einem Schlag. Die Glatze entstand durch das harte Training. Als der Cyborg Genos ihn trifft, schließt er sich Saitama, als sein Schüler, voller Bewunderung für seine Kraft an. Genos ist auf der Suche nach dem Cyborg, der seine Heimatstadt zerstört und seine Eltern getötet hat. Saitama sehnt sich nach einer echten Herausforderung, muss jedoch jedes Mal einsehen, dass sein Gegner am Ende doch nur wieder mit einem Schlag besiegt wurde. Selbst Boros, ein Alien, der ähnlich wie Saitama selbst das Universum nach starken Gegnern durchsucht und tatsächlich gleich mehrere Normale Schläge von Saitama überlebt, muss nach seiner Niederlage einsehen, dass der Kampf der zwei nicht wirklich einer war und Saitama nichtmal ansatzweise an seine (bis heute nicht erkennbare) Grenze gehen musste.
Um für ihre Heldentaten mehr Anerkennung und Unterstützung zu finden, treten Saitama und Genos der Hero Association bei. Der Eignungstest legte fest, mit welchem Rang sie einsteigen: Genos erreicht die volle Punktzahl und damit die Klasse S, die noch vor Klasse A steht. Auch wenn Saitama beim körperlichen Test sämtliche Skalen sprengt, schneidet er beim schriftlichen Test so schlecht ab, dass es nur für Klasse C genügt. Dennoch sind beide motiviert, werden aber gleich mit den Regeln und Ansprüchen der Gesellschaft und den anderen Helden konfrontiert, die beiden nicht immer wohlgesinnt sind. Da seine Stärke für die meisten seiner Mithelden unbegreiflich ist, wird er häufig entweder als Scharlatan beschrien oder mit einem Bösewicht verwechselt. Äußerlich gibt sich Saitama dabei stets gelassen, innerlich jedoch treffen ihn solche Anschuldigungen häufig hart.
Saitama freundet sich indes mit King an, einem der stärksten Helden der Klasse S der Hero Association. Dieser entpuppt sich allerdings als (unfreiwilliger) Hochstapler, da er über keine besonderen Kräfte verfügt. Sein Status als stärkster Held der Welt beruht lediglich auf (un-)glücklichen Zufällen: seine Gegner wurden entweder allein durch ihr eigenes Zutun oder durch seine Kollegen bezwungen. Selbst seine furchteinflößende King Engine ist eigentlich nur sein durch Angst stark pochendes Herz. King wahrt jedoch den Anschein des Helden, da er (laut eigener Aussage) die Annehmlichkeiten des Heldenstatus genießt. So gesehen ist er also die genaue Antithese zum unterschätzten Saitama. Die beiden besuchen sich hin und wieder und spielen Videospiele, wobei Saitama jedes Mal unterliegt.

## Veröffentlichungen
Erstmals entstand One-Punch Man 2009 als Webcomic-Serie durch den Künstler One. Im Jahr 2012 meldete sich Yūsuke Murata und fragte One für eine Neuveröffentlichung für die digitale Ausgabe des Magazins Tonari no Young Jump, einem Ableger des Weekly Shōnen Jump, des japanischen Shūeisha-Verlags an. Die Serie läuft seit Juni 2012 und wurde gesammelt in bisher 34 Bänden veröffentlicht (Stand August 2025). 2014 wurde sie für den 7. Manga-Taisho-Preis nominiert.
Auf Deutsch erscheint der Manga seit Oktober 2016 bei Crunchyroll SA in bisher 29 Bänden (Stand März 2025). Eine englische Übersetzung erscheint bei Viz Media, eine französische bei Kurokawa, eine spanische bei Editorial Ivréa und eine chinesische bei Tong Li Publishing.
| Band | Japanisch        | Japanisch               | Deutsch          | Deutsch                 |
| Band | Veröffentlichung | ISBN                    | Veröffentlichung | ISBN                    |
| ---- | ---------------- | ----------------------- | ---------------- | ----------------------- |
| 1    | 4. Dez. 2012     | ISBN 978-4-08-870701-3. | 6. Okt. 2016     | ISBN 978-2-88921-845-5. |
| 2    | 4. Dez. 2012     | ISBN 978-4-08-870702-0. | 6. Okt. 2016     | ISBN 978-2-88921-846-2. |
| 3    | 4. Apr. 2013     | ISBN 978-4-08-870724-2. | 1. Dez. 2016     | ISBN 978-2-88921-847-9. |
| 4    | 2. Aug. 2013     | ISBN 978-4-08-870871-3. | 2. Feb. 2017     | ISBN 978-2-88921-848-6. |
| 5    | 4. Dez. 2013     | ISBN 978-4-08-880083-7. | 6. Apr. 2017     | ISBN 978-2-88921-849-3. |
| 6    | 2. Mai 2014      | ISBN 978-4-08-880128-5. | 1. Juni 2017     | ISBN 978-2-88921-850-9. |
| 7    | 4. Dez. 2014     | ISBN 978-4-08-880262-6. | 3. Aug. 2017     | ISBN 978-2-88921-851-6. |
| 8    | 3. Apr. 2015     | ISBN 978-4-08-880382-1. | 5. Okt. 2017     | ISBN 978-2-88921-852-3. |
| 9    | 4. Aug. 2015     | ISBN 978-4-08-880530-6. | 7. Dez. 2017     | ISBN 978-2-88921-853-0. |
| 10   | 4. Dez. 2015     | ISBN 978-4-08-880577-1. | 1. Feb. 2018     | ISBN 978-2-88921-854-7. |
| 11   | 3. Juni 2016     | ISBN 978-4-08-880646-4. | 4. Apr. 2018     | ISBN 978-2-88921-855-4. |
| 12   | 2. Dez. 2016     | ISBN 978-4-08-880785-0. | 6. Juni 2018     | ISBN 978-2-88921-856-1. |
| 13   | 4. Apr. 2017     | ISBN 978-4-08-881103-1. | 2. Aug. 2018     | ISBN 978-2-88921-857-8. |
| 14   | 4. Aug. 2017     | ISBN 978-4-08-881231-1. | 4. Okt. 2018     | ISBN 978-2-88921-858-5. |
| 15   | 4. Dez. 2017     | ISBN 978-4-08-881431-5. | 6. Dez. 2018     | ISBN 978-2-88921-859-2. |
| 16   | 4. Apr. 2018     | ISBN 978-4-08-881451-3. | 7. Feb. 2019     | ISBN 978-2-88921-860-8. |
| 17   | 3. Aug. 2018     | ISBN 978-4-08-881556-5. | 4. Apr. 2019     | ISBN 978-2-88921-861-5. |
| 18   | 4. Dez. 2018     | ISBN 978-4-08-881690-6. | 1. Aug. 2019     | ISBN 978-2-88951-016-0. |
| 19   | 5. Apr. 2019     | ISBN 978-4-08-881813-9. | 5. Dez. 2019     | ISBN 978-2-88951-017-7. |
| 20   | 5. Juli 2019     | ISBN 978-4-08-881814-6. | 2. Apr. 2020     | ISBN 978-2-88951-018-4. |
| 21   | 4. Dez. 2019     | ISBN 978-4-08-881815-3. | 5. Aug. 2020     | ISBN 978-2-88951-019-1. |
| 22   | 4. Sep. 2020     | ISBN 978-4-08-882292-1. | 1. Apr. 2021     | ISBN 978-2-88951-020-7. |
| 23   | 4. Jan. 2021     | ISBN 978-4-08-882455-0. | 5. Aug. 2021     | ISBN 978-2-88951-021-4. |
| 24   | 3. Dez. 2021     | ISBN 978-4-08-883002-5. | 7. Juli 2022     | ISBN 978-2-88951-022-1. |
| 25   | 2. Mai 2022      | ISBN 978-4-08-883136-7. | 12. Jan. 2023    | ISBN 978-2-88951-023-8  |
| 26   | 3. Juni 2022     | ISBN 978-4-08883-137-4  | 6. Juli 2023     | ISBN 978-2-88951-024-5  |
| 27   | 4. Nov. 2022     | ISBN 978-4-08883-336-1  | 12. Jan. 2024    | ISBN 978-2-88951-025-2  |
| 28   | 2. Juni 2023     | ISBN 978-4-08883-586-0  | 5. Juli 2024     | ISBN 978-2-88951-026-9  |
| 29   | 2. Nov. 2023     | ISBN 978-4-08-883742-0  | 7. März 2025     | ISBN 978-2-88951-027-6  |
| 30   | 4. März 2024     | ISBN 978-4-08-883863-2  |                  |                         |
| 31   | 4. Juli 2024     | ISBN 978-4-08-884098-7  |                  |                         |
| 32   | 1. Nov. 2024     | ISBN 978-4-08-884267-7  |                  |                         |
| 33   | 4. Apr. 2025     | ISBN 978-4-08-884479-4  |                  |                         |

## Anime

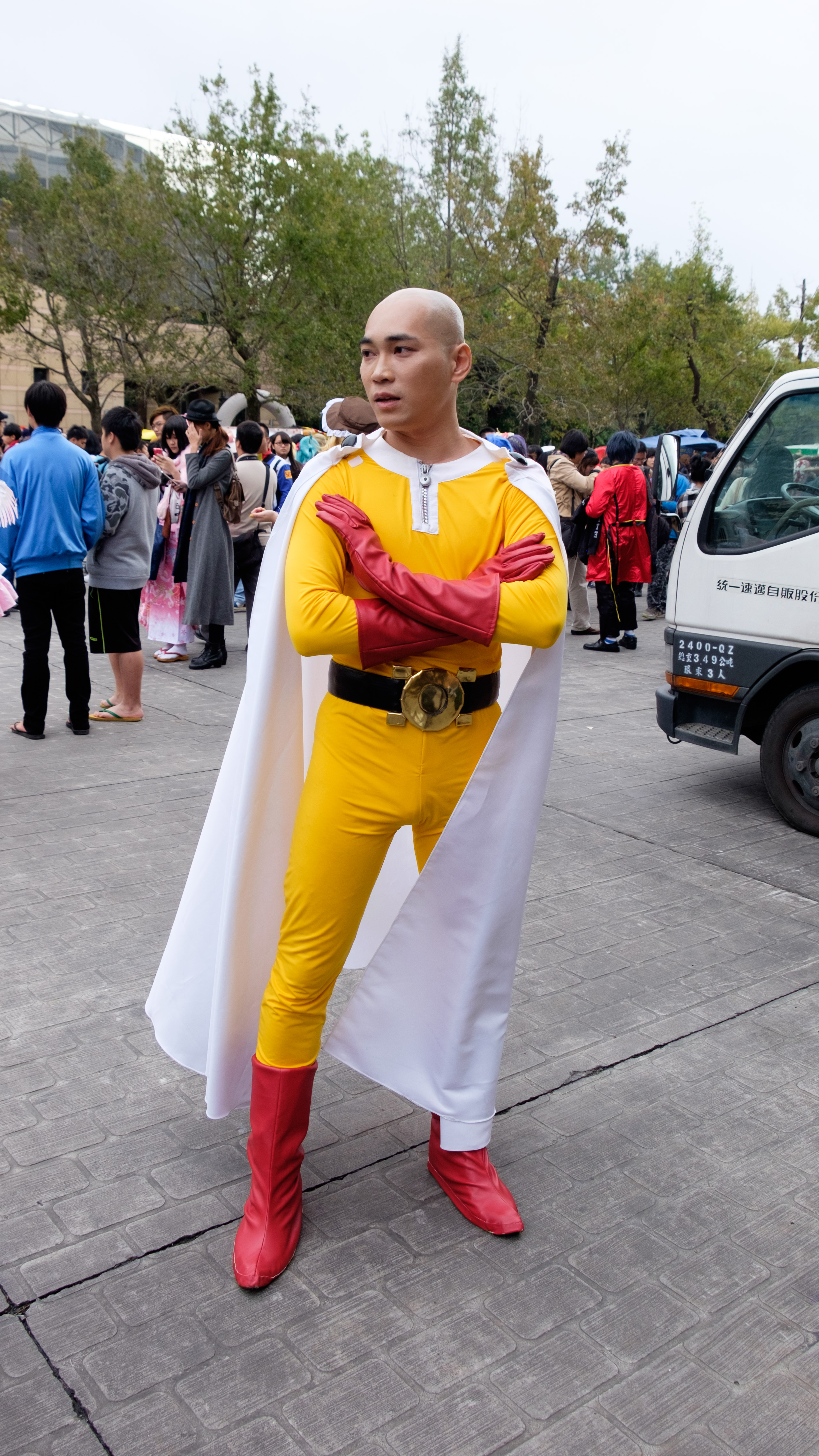
Cosplayer als One Punch Man

2015 produzierte das Studio Madhouse eine Anime-Adaption von One-Punch Man fürs Fernsehen. Die Regie übernahm Shingo Natsume und das Drehbuch schrieb Tomohiro Suzuki. Das Charakterdesign entwarf Chikashi Kubota und die künstlerische Leitung lag bei Shigemi Ikeda und Yukiko Maruyama.
Am 6. September 2015 wurden die ersten zwei Episoden im Saitama City Cultural Center vorab gezeigt. Vom 5. Oktober bis 21. Dezember 2015 zeigte TV Tokyo die Serie, später war sie auf weiteren Kanälen zu sehen. Animax zeigt eine englische Fassung in Asien, J-One strahlt eine französische Synchronfassung aus. Eine spanische Übersetzung wurde von Canal+ Series Xtra ausgestrahlt und eine Version mit deutschen Untertiteln wurde von der Streaming-Plattform Anime on Demand veröffentlicht. Auch eine italienische Synchronisation erschien.
Für die japanische Veröffentlichung auf DVD und Blu-ray ließ man für jedes der sechs Volumes eine OVA produzieren.
Am 28. Februar 2017 fand die Premiere der ersten drei Episoden mit deutscher Synchronisation im Rahmen der Kazé Anime Nights 2017 in über 130 Kinos deutschland- und österreichweit durch Kazé Anime statt.

Die ersten vier Episoden wurden vom 6. bis 27. März 2017 im Rhythmus von einer Episode pro Woche mit deutscher Synchronisation auf Anime on Demand veröffentlicht. Genauso wurden vom 19. Juni bis 10. Juli 2017 die Episoden fünf bis acht und vom 4. bis 25. September 2017 die Episoden neun bis zwölf veröffentlicht.

Am 31. März, 30. Juni und 29. September 2017 erschienen alle Episoden der ersten Staffel in drei Volumes in deutscher Synchronfassung auf DVD und Blu-ray durch Kazé Anime. Außerdem sind in jeder Volume jeweils zwei OVAs in deutscher Synchronfassung enthalten.
Eine zweite Staffel wurde im Herbst 2016 angekündigt. Die Ausstrahlung begann am 10. April 2019 in Japan, dabei wurde eine Zusammenfassung der ersten Staffel eine Woche zuvor ausgestrahlt. Anime on Demand bietet die Serie kurz nach der Ausstrahlung mit deutschen Untertiteln an, aufgrund des Zeitunterschieds geschieht dies jeweils am Vortag zur Japanpremiere.
Im August 2022 wurde eine dritte Staffel angekündigt, die 2025 im japanischen Fernsehen laufen soll.

### Synchronisation
| Rolle                   | japanische/r Sprecher/in (Seiyū) | deutsche/r Sprecher/in |
| ----------------------- | -------------------------------- | ---------------------- |
| Saitama                 | Makoto Furukawa                  | Fabian Oscar Wien      |
| Genos                   | Kaito Ishikawa                   | Nico Sablik            |
| Speed-o’-Sound Sonic    | Yūki Kaji                        | Patrick Baehr          |
| Mumen Rider             | Yūichi Nakamura                  | Jannik Endemann        |
| Terrible Tornado        | Aoi Yūki                         | Sarah Alles            |
| Silver Fang             | Kazuhiro Yamaji                  | Elmar Gutmann          |
| König der Tiefsee       | Rikiya Koyama                    | Thomas Schmuckert      |
| Lord Boros              | Toshiyuki Morikawa               | Peter Flechtner        |
| Krabbe Lante            | Yukitoshi Tokumoto               | Santiago Ziesmer       |
| Fukegao                 | Takuma Suzuki                    | Fritz Rott             |
| Marugori                | Shin'ya Hamazoe                  | Nick Forsberg          |
| Vaccine Man             | Ryūsei Nakao                     | David Nathan           |
| Doktor Genus            | Daisuke Namikawa                 | Nico Mamone            |
| Käfer des Gemetzels     | Unshō Ishizuka                   | Torsten Münchow        |
| Bestienkönig            | Jirō Saitō                       | K. Dieter Klebsch      |
| Gepanzerter Gorilla     | Shōta Yamamoto                   | Tilo Schmitz           |
| Erddrache               | Shin'ya Hamazoe                  | Tobias Lelle           |
| Moskito-Girl            | Miyuki Sawashiro                 | Maria Jany             |
| bebrillter Angestellter | Yōji Ueda                        | Arne Stephan           |
| bärtiger Angestellter   | Shōta Yamamoto                   | Jaron Löwenberg        |
| Hammerhead              | Wataru Takagi                    | Sven Fechner           |
| Snek                    | Shin’ichirō Miki                 | Robert Missler         |
| Battery Man             | Hiromichi Tezuka                 | Marc Bluhm             |
| Blizzard                | Saori Hayami                     | Sonja Spuhl            |
| Feder Moustache         | Makoto Yasumura                  | Erich Räuker           |
| Golden Ball             | Souta Arai                       | Jacob Weigert          |
| Konbu Infinity          | Ami Naitō                        | Daniela Reidies        |
| Lightning Max           | Sōichirō Hoshi                   | Sebastian Kluckert     |
| Stinger                 | Tomokazu Seki                    | Bastian Sierich        |
| Sitch                   | Nobuo Tobita                     | Robert Levin           |
| Tank-Top Tiger          | Hiromu Miyazaki                  | Felix Spieß            |
| Tank-Top Black Hole     | Atsushi Imaruoka                 | Gerrit Hamann          |
| Metal Knight            | Tesshō Genda                     | Torsten Sense          |
| Puri-Puri-Gefangener    | Masaya Onosaka                   | Christoph Banken       |
| King                    | Hiroki Yasumoto                  | Martin Sabel           |
| Watchdog Man            | Yūji Ueda                        | Julius Jellinek        |
| Zombieman               | Takahiro Sakurai                 | Marios Gavrilis        |
| Flashy Flash            | Kōsuke Toriumi                   | Jan Makino             |
| Superalloy Blackluster  | Satoshi Hino                     | Peter Lontzek          |
| Tank-Top Master         | Katsuyuki Konishi                | Tobias Brecklinghaus   |
| Child Emperor           | Minami Takayama                  | Sebastian Fitzner      |
| Metal Bat               | Wataru Hatano                    | René Dawn-Claude       |
| Ia-Ian                  | Yoshimasa Hosoya                 | Florian Hoffmann       |
| Atomic Samurai          | Kenjirō Tsuda                    | Sven Gerhardt          |
| Melzargard              | Kōki Uchiyama                    | Tim Knauer             |
| Geluganshp              | Hiroki Gotō                      | Asad Schwarz           |
| Dr. Kuseno              | Kenichi Ogata                    | Harald Effenberg       |
| Sugar Mask              | Mamoru Miyano                    | Kim Hasper             |
| Garou                   | N/A                              | Leonhard Mahlich       |
| Monster König Orochi    | N/A                              | Oliver Stritzel        |
| Glubschi                | Takehito Koyasu                  | Sven Plate             |

### Episodenliste

#### Staffel 1
| Nr. (ges.) | Nr. (St.) | Deutscher Titel              | Originaltitel                               | Erstveröffentlichung Japan             | Deutschsprachige Erstveröffentlichung (D/A/CH) | Regie                |
| ---------- | --------- | ---------------------------- | ------------------------------------------- | -------------------------------------- | ---------------------------------------------- | -------------------- |
| 1          | 1         | Der Stärkste                 | 最強の男 Saikyō no Otoko                    | 6. Sep. 2015 (SCCC) 5. Okt. 2015 (TV)  | 28. Feb. 2017                                  | Shingo Natsume       |
| 2          | 2         | Entrückter Cyborg            | 孤高のサイボーグ Kokō no Saibōgu            | 6. Sep. 2015 (SCCC) 12. Okt. 2015 (TV) | 28. Feb. 2017                                  | Shin’ichirō Ushijima |
| 3          | 3         | Beharrlicher Wissenschaftler | 執念の科学者 Shūnen no Kagakusha            | 19. Okt. 2015                          | 28. Feb. 2017                                  | Yōsuke Hatta         |
| 4          | 4         | Ninja von heute              | 今時の忍者 Imadoki no Ninja                 | 26. Okt. 2015                          | 27. März 2017                                  | Nobuhiro Mutō        |
| 5          | 5         | Ultimativer Lehrer           | 究極の師 Kyūkyoku no Shi                    | 2. Nov. 2015                           | 19. Juni 2017                                  | Shunichi Yoshizawa   |
| 6          | 6         | Furchterregendste Stadt      | 最恐の都市 Saikyō no Tosh                   | 9. Nov. 2015                           | 26. Juni 2017                                  | Shin’ichirō Ushijima |
| 7          | 7         | Überlegener Schüler          | 至高の弟子 Shikō no Deshi                   | 16. Nov. 2015                          | 30. Juni 2017                                  | Yōsuke Hatta         |
| 8          | 8         | König der Tiefsee            | 深海の王 Shinkai no Ō                       | 23. Nov. 2015                          | 30. Juni 2017                                  | Nobuhiro Mutō        |
| 9          | 9         | Unbeugsame Gerechtigkeit     | 不屈の正義 Fukutsu no Seigi                 | 30. Nov. 2015                          | 4. Sep. 2017                                   | Shunichi Yoshizawa   |
| 10         | 10        | Nie dagewesene Krise         | かつてない程の危機 Katsute nai Hodo no Kiki | 7. Dez. 2015                           | 11. Sep. 2017                                  | Shin’ichirō Ushijima |
| 11         | 11        | Gebieter über das All        | 全宇宙の覇者 Zen uchū no Hasha              | 14. Dez. 2015                          | 18. Sep. 2017                                  | Yōsuke Hatta         |
| 12         | 12        | Der stärkste Held            | 最強のヒーロー Saikyō no Hīrō               | 21. Dez. 2015                          | 25. Sep. 2017                                  | Shingo Natsume       |

#### Staffel 2
| Nr. (ges.) | Nr. (St.) | Deutscher Titel                 | Originaltitel                      | Erstveröffentlichung Japan | Deutschsprachige Erstveröffentlichung (D/A/CH) | Regie                                         |
| ---------- | --------- | ------------------------------- | ---------------------------------- | -------------------------- | ---------------------------------------------- | --------------------------------------------- |
| 13         | 1         | Rückkehr eines Helden           | ヒーローの帰還 Hīrō no Kikan       | 9. Apr. 2019               | 27. Nov. 2020                                  | Shūji Miyazaki                                |
| 14         | 2         | Menschliches Monster            | 人間の怪人 Ningen no Kaijin        | 16. Apr. 2019              | 3. Dez. 2020                                   | Hiroyuki Okuno                                |
| 15         | 3         | Die Jagd beginnt                | 狩りの始まり Kari no Hajimari      | 23. Apr. 2019              | 3. Dez. 2020                                   | Ryō Andō                                      |
| 16         | 4         | Metal Bat                       | 金属のバット Kinzoku no Batto      | 30. Apr. 2019              | 3. Dez. 2020                                   | Toshiki Fukushima Miyuki Ishida Makoto Sokuza |
| 17         | 5         | Das Kampfkunst-Turnier          | 武術の大会 Bujutsu no Taikai       | 7. Mai 2019                | –                                              | Tomohiro Kamitani Kōzō Taihō                  |
| 18         | 6         | Monsteraufstand                 | 怪人の蜂起 Kaijin no Hōki          | 14. Mai 2019               | –                                              | Hideki Okamoto                                |
| 19         | 7         | S-Klasse-Held                   | S級のヒーロー S-Kyū no Hīrō        | 21. Mai 2019               | –                                              | Shigenori Awai                                |
| 20         | 8         | Widerstand                      | 強い奴の抵抗 Tsuyoi Yatsu no Teikō | 28. Mai 2019               | –                                              | Yoshio Suzuki                                 |
| 21         | 9         | Allergrößte Sorge               | 最強の悩み Saikyō no Nayami        | 11. Juni 2019              | –                                              | Shūji Miyazaki                                |
| 22         | 10        | Umzingelt von der Gerechtigkeit | 正義の包囲網 Seigi no Hōimō        | 18. Juni 2019              | –                                              | Ryō Andō                                      |
| 23         | 11        | Jedem sein eigener Stolz        | それぞれの矜持 Sorezore no Kyōji   | 25. Juni 2019              | –                                              | Katsushi Sakurabi Chikara Sakurai             |
| 24         | 12        | Geradestehen für den Schüler    | 弟子の尻拭い Deshi no Shirinugui   | 2. Juli 2019               | –                                              | Makoto Sokuza Yōhei Suzuki Chikara Sakurai    |

#### OVA
| Nr. (ges.) | Nr. (St.) | Deutscher Titel                                                       | Originaltitel | Erstveröffentlichung Japan | Deutschsprachige Erstveröffentlichung (D/A/CH) |
| ---------- | --------- | --------------------------------------------------------------------- | --- | -------------------------- | ---------------------------------------------- |
| 0          | 0         | –                                                                     | ロード・トゥ・ヒーロー Rōdo tu Hīrō                                                                              | 4. Dez. 2015               | keine dt. Veröffentlichung                     |
| 1          | 1         | Schatten, der zu nahe kam                                             | 忍び寄りすぎる影 Shinobiyori-sugiru Kage                                                                         | 24. Dez. 2015              | 31. März 2017                                  |
| 2          | 2         | Schüler, der schlecht Geschichten erzählt                             | 話ベタすぎる弟子 Hanashibeta-sugiru Deishi                                                                       | 28. Jan. 2016              | 31. März 2017                                  |
| 3          | 3         | Ninja, der zu kompliziert denkt                                       | こじれすぎる忍者 Kojire-sugiru Ninja                                                                             | 25. Feb. 2016              | 30. Juni 2017                                  |
| 4          | 4         | Bang, der Überhebliche                                                | 強引すぎるバング Gōin-sugiru Bang                                                                                | 29. März 2016              | 30. Juni 2017                                  |
| 5          | 5         | Schwestern, die viel zu viele Probleme haben                          | 色々ありすぎる姉妹 Iroiro Ari-sugiru Shimai                                                                      | 23. Apr. 2016              | 29. Sep. 2017                                  |
| 6          | 6         | Mordfall, der viel zu unmöglich ist                                   | 不可能すぎる殺人事件 Fukanō-sugiru Satsujin Jiken                                                                | 31. Mai 2016               | 29. Sep. 2017                                  |
| 7          | 1         | Saitama und die mittelprächtig Begabten                               | サイタマとそこそこの能力者達 Saitama to sokosoko no nōryoku-sha-tachi                                            | 25. Okt. 2019              | 3. Dez. 2020                                   |
| 8          | 2         | Alte Männer und das Angeln                                            | おっさん達と釣り Ossan-tachi to tsuri                                                                            | 26. Nov. 2019              | 3. Dez. 2020                                   |
| 9          | 3         | Genos und Amnesie                                                     | ジェノスと記憶喪失 Jenosu to kioku sōshitsu                                                                      | 25. Dez. 2019              | 1. Apr. 2021                                   |
| 10         | 4         | Games und Rivalen                                                     | ゲームとライバル達 Gēmu to raibaru-tachi                                                                         | 28. Jan. 2020              | 1. Apr. 2021                                   |
| 11         | 5         | Puri-Puri-Prisoner und die entflohenen Häftlinge                      | ぷりぷりプリズナーと脱獄囚人達 Puripuri purizunā to datsugoku shūjin-tachi                                       | 27. Feb. 2020              | 15. Apr. 2021                                  |
| 12         | 6         | Zombieman-Mordfall Nr.2: Berghütte im Schneesturm und die Bibberlinge | ゾンビマン殺人事件２ 〜吹雪の山荘と寒がり達〜 Zonbiman satsujin jiken 2 〜 fubuki no sansō to samu gari-tachi 〜 | 27. März 2020              | 15. Apr. 2021                                  |

### Musik
Die Musik der Serie komponierte Makoto Miyazaki. Für den Vorspann wurde das Lied The Hero!! ~Ikareru Ken ni Honō o Tsukeru~ (THE HERO!! ～怒れる拳に火をつけろ～) von Jam Project verwendet. Der Abspann ist unterlegt mit Hoshi Yori Saki ni Mitsukete Ageru (星より先に見つけてあげる), in der letzten Folge mit Kanashimi tachi wo Dakishimete (悲しみたちを抱きしめて), beide von Hiroko Moriguchi.
Für die zweite Staffel wird wieder Miyazaki die Musik komponieren und Jam Project ein Vorspannlied beisteuern.